# Дик, Иосиф Иванович
Иосиф Иванович (Ионович) Дик (20 августа 1922, Москва — 22 июля 1984, Москва) — русский советский детский писатель, сценарист.

## Биография
Родился в семье румынского революционера Иона Дическу-Дика. В 1937 году родителей арестовали как врагов народа, а его с младшей сестрой Бибисой — будущей женой Льва Гинзбурга отправили в детский дом в Рыбинске. В 1940 году был членом местного литературного кружка при газете «Рыбинская правда», стал писать рассказы.
Поступил в Ленинградский горный институт, откуда с первого курса ушёл на фронт Великой Отечественной войны. Окончил Ленинградское авиатехническое училище (1941). С января 1942 служил в должности старшего пиротехника на 1983-м головном авиаскладе Юго-западного фронта. 8-го мая 1942 года во время наступления советских войск на Харьков, на станции Боровая при уничтожении опасных для хранения боеприпасов получил тяжёлое ранение, в результате которого потерял руки и повредил глаз.
В военном госпитале в Самарканде был организован литературный кружок, в котором Дик начал заниматься. Писать приходилось держа карандаш в зубах. В конце 1942 года глазная больница, возглавляемая академиком Филатовым, была переведена в Ташкент. После окончания лечения вернулся в Самарканд, где познакомился с десятиклассницей Ларисой, навещавшей его по школьной программе в госпитале. Они поженились, когда Лариса окончила школу. В конце 1943 года без экзаменов зачислен в Литературный институт. После окончания вуза поступил на английское отделение Института иностранных языков.
В 1947 году дебютировал сборником рассказов «Золотая рыбка». В 1949 году принят в Союз писателей. Написал ряд книг, в основном для детей: «Огненный ручей», «В нашем классе», «В дебрях Кара-Бумбы», «На буксире», «Синий туман», «Девчонки и мальчишки», «Встреча с отцом», «Зелёные огоньки», «Третий глаз», «Железная воля», «Коза на вертолёте» и другие. Одной из главных в его творчестве является тема школьной жизни. Глубоко проникая в детскую психологию, Дик исследует взаимоотношения подростка с коллективом.
Придумал себе специальное устройство для письма и работы на пишущей машинке, приспособление для вождения автомобиля (получил права).
Был трижды женат (жена — Светлана Ивановна Дик), имел двух дочерей и сына.
Похоронен на Востряковском кладбище.

## Фильмография

### Автор сценариев
- 1970 — Мишка принимает бой
- 1972 — «Петька в космосе»